# Alexander Johansson
Alexander Johansson, né le 27 janvier 2000 en Suède, est un footballeur suédois qui évolue au poste d'avant-centre à l'Helsingborgs IF.

## Biographie

### Halmstads BK
Né en Suède, Alexander Johansson commence le football au Harplinge IK avant d'être formé à l'Halmstads BK. Il rejoint à 15 ans l'un des plus importants clubs du pays, le Malmö FF. Il fait ensuite son retour à l'Halmstads BK en juillet 2016.
Il joue son premier match en professionnel avec l'Halmstads BK, le 10 novembre 2018 lors d'une rencontre de Superettan, la deuxième division suédoise, contre l'Östers IF. Il entre en jeu à la place de Kosuke Kinoshita (en) et son équipe s'impose par quatre buts à un.
Il découvre l'Allsvenskan, l'élite du football suédois, également avec l'Halmstads BK, jouant son premier match dans cette compétition le 16 octobre 2021 face au Degerfors IF. Il entre en jeu à la place de Edvin Kurtulus et son équipe est battue par deux buts à un.

### IF Brommapojkarna
Le 20 juin 2023, l'IF Brommapojkarna, annonce le recrutement d'Alexander Johansson. Le joueur arrive officiellement le 7 juillet 2023, date d'ouverture du mercato en Suède.